# Amstel Gold Race femenina 2019
La 6.ª edición de la Amstel Gold Race femenina se celebró el 21 de abril de 2019 sobre un recorrido de 126,8 km con inicio en la ciudad de Maastricht y final en la ciudad de Valkenburg aan de Geul en los Países Bajos.
La carrera hizo parte del UCI WorldTour Femenino 2019 como competencia de categoría 1.WWT del calendario ciclístico de máximo nivel mundial siendo la séptima carrera de dicho circuito y fue ganada por la ciclista polaca Katarzyna Niewiadoma del equipo Canyon SRAM Racing. El podio lo completaron las neerlandesas Annemiek van Vleuten del equipo Mitchelton-Scott y Marianne Vos del equipo CCC-Liv.

## Recorrido
El recorrido incluye 19 cotas a lo largo de la carrera y termina con 3 vueltas al circuito de Fauquemont:
| N.º | Nombre         | Longitud (m) | Pendiente media | km    | km a la llegada |
| --- | -------------- | ------------ | --------------- | ----- | --------------- |
| 1   | Slingerberg    | 1 200        | 5,4 %           | 10    | 116,8           |
| 2   | Adsteeg        | 620          | 4,7 %           | 14,8  | 112             |
| 3   | Lange Raarberg | 1 000        | 4,3 %           | 23    | 103,8           |
| 4   | Bergseweg      | 2 200        | 3,4 %           | 38,9  | 87,9            |
| 5   | Zwartebrugweg  |              |                 | 46,7  | 80,1            |
| 6   | Plettenberg    |              |                 | 50,6  | 76,2            |
| 7   | Eyserbosweg    | 1 100        | 7,9 %           | 51,7  | 75,1            |
| 8   | Fromberg       | 1 200        | 4,8 %           | 55,5  | 71,3            |
| 9   | Keutenberg     | 1 700        | 6,1 %           | 60,1  | 66,7            |
| 10  | Cauberg        | 1 500        | 7 %             | 70,5  | 56,3            |
| 11  | Geulhemmerberg | 1 000        | 5,8 %           | 74,9  | 51,9            |
| 12  | Bemelerberg    | 1 200        | 4 %             | 81,9  | 44,9            |
| 13  | Cauberg        | 1 500        | 7 %             | 88,4  | 38,4            |
| 14  | Geulhemmerberg | 1 000        | 5,8 %           | 92,8  | 34,0            |
| 15  | Bemelerberg    | 1 200        | 4 %             | 99,8  | 27,0            |
| 16  | Cauberg        | 1 500        | 7 %             | 106,3 | 20,5            |
| 17  | Geulhemmerberg | 1 000        | 5,8 %           | 110,7 | 16,1            |
| 18  | Bemelerberg    | 1 200        | 4 %             | 117,7 | 9,1             |
| 19  | Cauberg        | 1 500        | 7 %             | 124,2 | 2,6             |

## Equipos
Tomaron parte en la carrera un total de 18 equipos invitados por la organización, todos ellos de categoría UCI Team Femenino, quienes conformaron un pelotón de 108 ciclistas de las cuales terminaron 49. Los equipos participantes fueron:
| Equipos femeninos (18)- Alé Cipollini - Bigla - Boels Dolmans - Canyon-SRAM Racing - CCC-Liv - Doltcini-Van Eyck Sport - FDJ-Nouvelle Aquitaine-Futuroscope - Health Mate-Ladies Team - Lotto Soudal Ladies - Mitchelton-Scott - Movistar Team - Parkhotel Valkenburg-Destil - Sunweb Women - Tibco-Silicon Valley Bank - Virtu Cycling Women - Trek-Segafredo - Valcar Cylance - WNT-Rotor Pro Cycling |
| |

## Clasificaciones finales
Las clasificaciones finalizaron de la siguiente forma:

### Clasificación general
| \| Clasificación general \| Clasificación general \| Clasificación general \| Clasificación general \| Clasificación general \| \| Ciclista \| Ciclista \| Equipo \| Tiempo \| \| \| --------------------- \| --------------------- \| ------------------------- \| --------------------- \| --------------------- \| \| 1.ª \| Katarzyna Niewiadoma \| Canyon-SRAM Racing \| 3 h 25 min 48 s \| \| \| 2.ª \| Annemiek van Vleuten \| Mitchelton-Scott \| + 0 s \| \| \| 3.ª \| Marianne Vos \| CCC-Liv \| + 10 s \| \| \| 4.ª \| Annika Langvad \| Boels Dolmans \| + 10 s \| \| \| 5.ª \| Soraya Paladin \| Alé Cipollini \| + 10 s \| \| \| 6.ª \| Cecilie Uttrup Ludwig \| Bigla \| + 10 s \| \| \| 7.ª \| Demi Vollering \| Parkhotel Valkenburg \| + 10 s \| \| \| 8.ª \| Marta Bastianelli \| Virtu Cycling Women \| + 30 s \| \| \| 9.ª \| Alison Jackson \| Tibco-Silicon Valley Bank \| + 30 s \| \| \| 10.ª \| Elisa Balsamo \| Valcar Cylance \| + 30 s \| \| |                       |                           |                 |
| |                       |                           |                 |
| Fuente: ProCyclingStats |                       |                           |                 |
| Clasificación general |                       |                           |                 |
| Ciclista | Ciclista              | Equipo                    | Tiempo          |
| 1.ª | Katarzyna Niewiadoma  | Canyon-SRAM Racing        | 3 h 25 min 48 s |
| 2.ª | Annemiek van Vleuten  | Mitchelton-Scott          | + 0 s           |
| 3.ª | Marianne Vos          | CCC-Liv                   | + 10 s          |
| 4.ª | Annika Langvad        | Boels Dolmans             | + 10 s          |
| 5.ª | Soraya Paladin        | Alé Cipollini             | + 10 s          |
| 6.ª | Cecilie Uttrup Ludwig | Bigla                     | + 10 s          |
| 7.ª | Demi Vollering        | Parkhotel Valkenburg      | + 10 s          |
| 8.ª | Marta Bastianelli     | Virtu Cycling Women       | + 30 s          |
| 9.ª | Alison Jackson        | Tibco-Silicon Valley Bank | + 30 s          |
| 10.ª | Elisa Balsamo         | Valcar Cylance            | + 30 s          |

## Ciclistas participantes y posiciones finales
Convenciones:
- AB-N: Abandono en la etapa "N"
- FLT-N: Retiro por llegada fuera del límite de tiempo en la etapa "N"
- NTS-N: No tomó la salida para la etapa "N"
- DES-N: Descalificado o expulsado en la etapa "N"

## UCI WorldTour Femenino
La Amstel Gold Race femenina otorgó puntos para el UCI WorldTour Femenino 2019 y el UCI World Ranking Femenino, incluyendo a todas las corredoras de los equipos en las categorías UCI Team Femenino. Las siguientes tablas muestran el baremo de puntuación y las 10 corredoras que obtuvieron más puntos:
| Posición   | 1.ª | 2.ª | 3.ª | 4.ª | 5.ª | 6.ª | 7.ª | 8.ª | 9.ª | 10.ª | 11.ª | 12.ª | 13.ª | 14.ª | 15.ª | 16.ª-30.ª | 31.ª-40.ª |
| Puntuación | 200 | 150 | 125 | 100 | 85  | 70  | 60  | 50  | 40  | 35   | 30   | 25   | 20   | 15   | 10   | 5         | 3         |

| Clasificación |                       |                      |        |
| Posición      | Ciclista              | Equipo               | Puntos |
| ------------- | --------------------- | -------------------- | ------ |
| 1.ª           | Katarzyna Niewiadoma  | Canyon SRAM Racing   | 200    |
| 2.ª           | Annemiek van Vleuten  | Mitchelton-Scott     | 150    |
| 3.ª           | Marianne Vos          | CCC-Liv              | 125    |
| 4.ª           | Annika Langvad        | Boels-Dolmans        | 100    |
| 5.ª           | Soraya Paladin        | Alé Cipollini        | 85     |
| 6.ª           | Cecilie Uttrup Ludwig | Bigla                | 70     |
| 7.ª           | Demi Vollering        | Parkhotel Valkenburg | 60     |
| 8.ª           | Marta Bastianelli     | Virtu                | 50     |
| 9.ª           | Alison Jackson        | Tibco-SVB            | 40     |
| 10.ª          | Elisa Balsamo         | Valcar Cylance       | 35     |